# 拉茲納湖

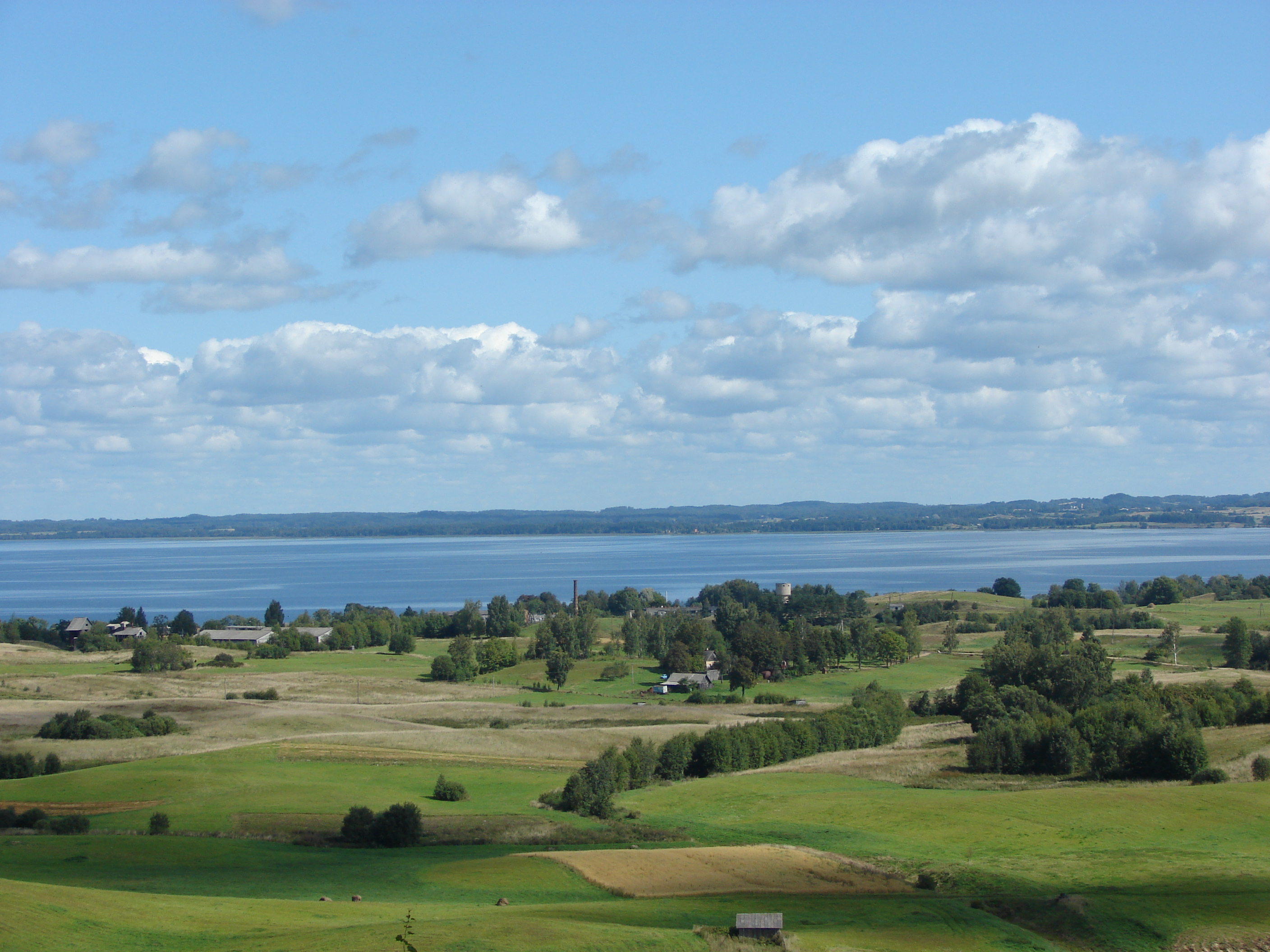
拉茲納湖

拉茲納湖（拉脫維亞語：Rāznas ezers）是拉脫維亞的湖泊，長12.1公里，面積57.6平方公里，海拔高度164米，平均水深7米，最大水深17米，是26種魚類的棲息地，湖中有10個島嶼，總面積0.25平方公里。